# 新布達 (基輔州)
50°39′54″N 29°45′49″E / 50.66500°N 29.76361°E
新布達（烏克蘭語：Нова Буда）是位於烏克蘭北部的村莊，由基辅州布恰区的博罗江卡市镇負責管轄。該村面積1.45平方公里，海拔高度154米，2001年人口849，人口密度每平方公里585.52人。